# Lambert av Toscana
Lambert av Toscana, död 938, var en italiensk monark. Han var regerande markgreve i Toscana mellan 929 och 931. 